# Morgan De Sanctis
Morgan De Sanctis, född 26 mars 1977, är en italiensk före detta fotbollsmålvakt. Mellan 2005 och 2012 gjorde han sex landskamper för det italienska landslaget.
De Sanctis spelade tidigare i Napoli innan han, säsongen 2013/2014, lämnade klubben för AS Roma.

## Meriter
Napoli
- Coppa Italia: 2011–12